# Rim El Benna
Rim El Benna (en árabe: ريم البنا‎, nacida el 30 de mayo de 1981 en Nabeul), es una actriz tunecina.

## Carrera
En junio de 2012, apareció en la portada de la revista Tunivision People. Fue coronada Miss Túnez en 2005. Ha participado en distintas películas, series y cortometrajes, y ganó un premio en el Festival de Cine EuroRob por "Less Secrets" de Raja Amari.
En 2010, interpretó a una joven paralizada en la serie de televisión "Ayam Maliha".

## Filmografía
Largometrajes
- 2009 : Les Secrets ( en árabe: الدّواحة or Dowaha‎   ) por Raja Amari : como Selma[5]
- 2013 : Jeudi après-midi de Mohamed Damak[6]
- 2014 : Printemps tunisien por Raja Amari[7]

Cortometrajes
- 2010 : Adeem de Adel Serhan
- 2011 : D'Amour et d'eau fraîche de Ines Ben Othman[8]

Series de televisión
- 2009 : Aqfas Bila Touyour por Ezzeddine Harbaoui
- 2010 : Min Ayam Mliha de Abdelkader Jerbi[1]
- 2017 : La Coiffeuse de Zied Litayem

Películas de televisión
- 2005 : Imperium: Saint Peter de Giulio Base y Omar Sharif
- 2010 : Quién engañó a Jesús por Marc Lewis